# المسجد المعلق طرابلس
المسجد المعلق يقع في محلّة الحدادين في مدينة طرابلس اللبنانية، على بعد نحو 100 متر من مسجد الطحام جنوباً ويمرُّ من تحته الشارع الرئيس المؤدي إلى سوق العطارين، لذلك عرف بالمعلق مئذنته سداسية الأضلاع تلاصقها قبة صغيرة فوق الباب. وفي الجهة الشرقية من الجامع جنينة بها ضريح الأمير، وقصره المهجور، له مصلى صيفي كبير. وذكره النابلسي باسم جامع المحمودية نسبة إلى بانيه محمود بن لطفي الزعيم. ويحمل هذا الجامع نقوشاً كتابية تدل على اسم بانيه وتاريخ بنائه. فعند عتبة باب درج الجامع، نجد الكتابة الآتية: «لا إله إلاّ الله محمد رسول الله ربي. أنشأ هذا المكان العبد الفقير محمود بن لطفي الزعيم سنة 969 هـ / 1562 م».
وعند نهاية الدرج، بأعلى مدخل الجامع نقشت آية قرآنية والعبارة الآتية: «وكان تمام إنشائِه في شهر ربيع الأول من شهور سنة سبع وستين وتسعماية». كما نجد فوق نافذة تطلّ على الطريق من الجهة الشمالية، الكتابة الآتية: «الحمد لله محي الرمم المنشئ من العدم، أنشأ هذا المكان العبد الفقير محمود بن لطفي الزعيم في شهر محرم سنة 963» نستنتج من ذلك أنّ بناء الجامع كان في أوائل الحكم العثماني في بلاد الشام، في عهد السلطان سليمان القانوني.